# Armenien beim Eurovision Young Musicians
Übertragende Rundfunkanstalt

Erste Teilnahme
2012
Anzahl der Teilnahmen
2
Höchste Platzierung
3 (2012)
Dieser Artikel befasst sich mit der Geschichte Armeniens als Teilnehmer des Wettbewerbs Eurovision Young Musicians.

## Regelmäßigkeit der Teilnahme und Erfolg im Wettbewerb
Armenien wurde 2005 als Mitglied in Europäische Rundfunkunion aufgenommen und nahm 2012 erstmals am Eurovision Young Musicians teil. Narek Kasasijan vertrat das Land mit dem Kanun, einer orientalischen Variante der Zither. Beim Wettbewerb in Wien belegte er den dritten Platz.
2014 zog sich Armenien jedoch bereits wieder vom Wettbewerb zurück und blieb diesem bis 2022 fern ohne das dies näher begründet wurde.
Am 29. Dezember 2023 gab der verantwortliche Sender ARMTV überraschend bekannt, dass man 2024 zum Wettbewerb zurückkehren werde.
Die Europäische Rundfunkunion (EBU) gab am 21. Oktober 2024 bekannt, dass Armenien 2026 den Wettbewerb erstmals ausrichten wird.

## Liste der Beiträge
Farblegende: – 1. Platz. – 2. Platz. – 3. Platz. – ausgeschieden im Halbfinale/in der Qualifikation. – keine Teilnahme/nicht qualifiziert.
| Jahr                | Interpret                | Instrument               | Stücke | Platz Finale             | Platz Halbfinale                   | Nationale Vorentscheidung |
| ------------------- | ------------------------ | ------------------------ | --- | ------------------------ | ---------------------------------- | ------------------------- |
| 2012                | Narek Kasasijan          | Kanun                    | “Impromptu” op. 57 in b-minor von Tsovinar Hovhannisyan Carnival in Venice by Niccolo Paganini / arranged for kanun and piano von Alexander Shahbazyan “Perpetual Motion” op.69 in a-minor von Khachatur Awetisjan Concerto for Qanun and Orchestra No. 2 E-Major by Khachatur Avetisyan | 3 / 7                    | k. A. / 8                          |                           |
| 2014 2018 2020 2022 | Auf Teilnahme verzichtet | Auf Teilnahme verzichtet | Auf Teilnahme verzichtet | Auf Teilnahme verzichtet | Auf Teilnahme verzichtet           | Auf Teilnahme verzichtet  |
| 2024                | Hayk Hekekyan            | Oboe                     | 1. Oboenkonzert in D-Mol, 1. Satz von Ludwig August Lebrun | k. A. / 11               | Direkt für das Finale qualifiziert | Depi dasakan Yevratesil   |
| 2026                |                          |                          | |                          |                                    |                           |

## Nationale Vorentscheidung
Am 29. Dezember 2023 wurde bekannt, dass Armenien erstmals einen Nationalen Vorentscheid zur Auswahl seines Vertreters beim Eurovision Young Musicians abhalten werde.

## Ausgerichtete Wettbewerbe
| Jahr | Stadt   | Austragungsort | Moderation |
| ---- | ------- | -------------- | ---------- |
| 2026 | Jerewan | TBA            | TBA        |